# Under
Pour l’article homonyme, voir Under (chanson) pour la chanson d'Alex Hepburn.
Under est une série diptyque de bande dessinée fantastico-horrifique franco-belge réalisée par Stefano Raffaele et écrite par Christophe Bec. Édité par Le Lombard, le premier tome White Ladies est publié le 27 août 2010.

## Description

### Synopsis
L'officier de la Sewer Police Wilson Jericho sert de guide touristique pour la jeune scientifique Sandra Yeatman dans les égouts de Megalopol où la surprise est plutôt inattendue.

### Personnages
- Wilson Jericho, lieutenant de la Sewer Police, était le super flic à la surface de Mégalopol avant que son collègue Johnny ne fût abattu lors de la fusillade à l'intérieur de la Federal Reserve Bank, une image qu'il revoit toutes les nuits. Depuis, il travailla dans le réseau des égouts de 225 000 kilomètres.
- Sandra Yeatman, étudiante scientifique en zoologie à l'université de Mégalopol, prépare une thèse sur la cryptozoologie ; c'est pour cette raison qu'elle doit étudier le réseau en compagnie de Wilson Jericho.
- Kotzwinkle, sur l'ordre du maire de Mégalopol, s'est chargé d'exterminer les créatures afin d'éviter le scandale aux prochaines élections.
- Colonel Ackerman, sous l'apparence très inspirée de l'acteur américain Ed Harris, Chef de la Sewer Police.
- Jeffrey Reyes, caporal de la Sewer Police et collègue de Wilson Jericho.

### Créatures
- Leucorchestris arenicola, autrement dit White Lady, c'est une espèce des araignées des solifuges trouvée dans le désert du Namib.

Dans la série, d'après le professeur de l'institut zoologique de Mégalopol, les araignées normales « seraient mortelles, se déplaceraient à trente-cinq kilomètres à l'heure, imiteraient des cris des enfants et mangeraient l'estomac des chameaux de l'extérieur et à leur issu durant leur sommeil en secrétant un anesthésique puissant », mais avec une taille surprenante d'environ cinquante centimètres, comme la témoignent la Sewer Police et Sandra Yeatman, elles pourraient se déplacer à seize kilomètres à l'heure, soit trois fois la vitesse d'un homme marchant.

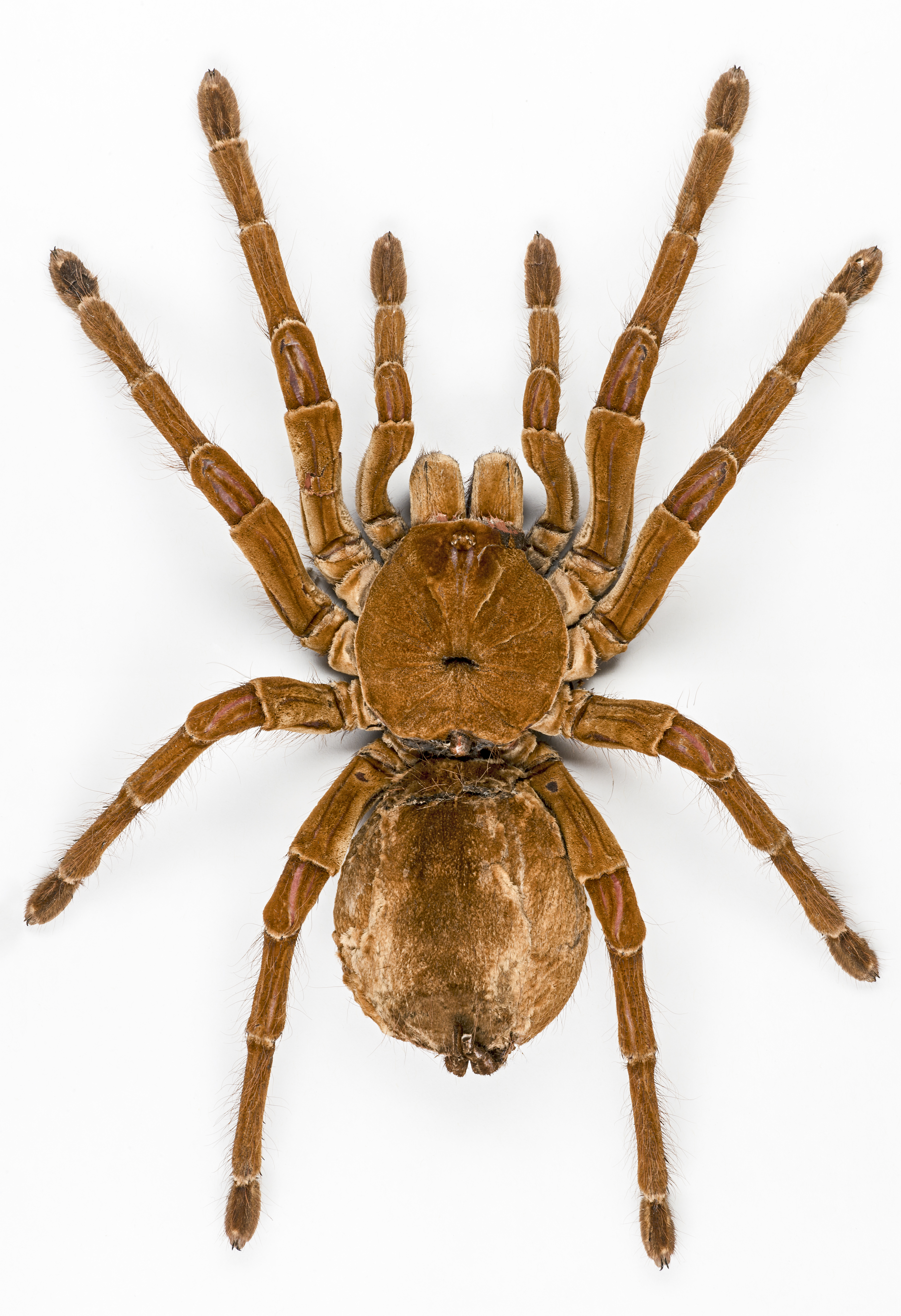
Une Theraphosa blondi ou une mygale de Leblond.

- Theraphosa blondi, cette mygale de Leblond ou araignée Goliath est araignée mygalomorphes, découverte par le naturaliste Jean-Baptiste Leblond lors de l'exploration dans la colonie guyanaise dans les années 1797-1801[1], même si c'est Pierre André Latreille qui la décrivit en 1804. Ce fut la plus grande espèce de mygale découverte à ce jour avec trente centimètre d'envergure, pour un poids de cent trente grammes. Les Anglais la nomment Goliath birdeater, ce qui traduit en Goliath, la mangeuse d'oiseaux.

Dans White Ladies, elle est exposée dans un aquarium chez l'étudiante scientifique Sandra Yeatman qui fait une démonstration à Wilson Jericho avec une souris blanche : la mangeuse d'oiseaux la paralyse grâce aux deux dents de part et d'autre de sa bouche, dont l'une d'entre elles contient le venin, avant de la humecter avec un produit dissolvant les tissus. Des voleurs, enfouis dans les égouts après avoir dérobé une bijouterie, rencontre une gigantesque Goliath.

### Clins d'œil
La série n'est pas sans rappeler le film Mimic, de Guillermo del Toro en 1997, sauf qu'au lieu des blattes, l'histoire s'y concentrent plutôt sur des araignées.

## Postérité

### Les publications
En hommage au film culte Alien, le huitième passager, le site d'Avant-Première s'ajoute une accroche Sous terre, personne ne vous entendra crier….

### Critiques
Au début de septembre 2010, les critiques s'avèrent plutôt bonnes comme les montrent sur le site de Sceneario « Under en bande dessinée est pour moi Alien au cinéma. Une grande réussite, de suspense, d’ambiance, de frissons et de sueurs froides », ActuaBD « Christophe Bec a bâti un thriller oppressant et haletant » et Planète BD « Début d'un diptyque horrifique et efficace ».

## Albums

### Publications en français
- 1 White Ladies, Le Lombard, 2010
Scénario : Christophe Bec - Dessin : Stefano Raffaele - Couleurs : Christian Favrelle - (ISBN 978-2-8036-2706-6)
- 2 Goliath, Le Lombard, 2011
Scénario : Christophe Bec - Dessin : Stefano Raffaele - Couleurs : Christian Favrelle - (ISBN 978-2-8036-2956-5)